# The Woodstock Experience
The Woodstock Experience est un coffret de 10 CD paru en 2009 réunissant cinq artistes s'étant produits au festival de Woodstock, en 1969 : Santana, Janis Joplin, Sly and the Family Stone, Jefferson Airplane et Johnny Winter. Chaque artiste est représenté par deux CD : l'un contient l'intégralité de sa performance à Woodstock, et l'autre est un album studio qu'il a sorti en 1969.

## Titres

### Santana
L'album studio est Santana. L'album live comprend :
1. Waiting (Santana) – 4:49
2. Evil Ways (Sonny Henry, Jimmy Zack) – 4:00
3. You Just Don't Care (Santana) – 4:46
4. Savor (Santana) – 5:23
5. Jingo (Babatunde Olatunji) – 5:31
6. Persuasion (Santana) – 2:52
7. Soul Sacrifice (Santana) – 11:35
8. Fried Neckbones and Some Home Fries (Willie Bobo, Melvin Lastie) – 6:41

### Janis Joplin
L'album studio est I Got Dem Ol' Kozmic Blues Again Mama! L'album live contient :
1. Raise Your Hand (Eddie Floyd, Steve Cropper, Alvertis Isbell) – 5:31
2. As Good as You've Been to This World (Nick Gravenites) – 6:25
3. To Love Somebody (Barry Gibb, Robin Gibb) – 5:16
4. Summertime (George Gershwin) – 5:05
5. Try (Just a  Little Bit Harder) (Jerry Ragovoy, Chip Taylor) – 5:13
6. Kozmic Blues (Janis Joplin, Gabriel Mekler) – 4:56
7. Can't Turn You Loose (Otis Redding) – 4:25
8. Work Me, Lord (Gravenites) – 8:42
9. Piece of My Heart (Ragovoy, Bert Berns) – 4:57
10. Ball and Chain (Big Mama Thornton) – 7:42

### Sly & the Family Stone
L'album studio est Stand! L'album live contient (toutes les chansons sont écrites et composées par Sylvester Stewart) :
1. M'Lady – 7:46
2. Sing a Simple Song – 5:13
3. You Can Make It If You Try – 5:36
4. Everyday People – 3:15
5. Dance to the Music – 4:28
6. Music Lover / Higher – 7:50
7. I Want to Take You Higher – 6:43
8. Love City – 6:04
9. Stand! – 3:20

### Jefferson Airplane
L'album studio est Volunteers. L'album live contient :
1. Introduction – 0:23
2. The Other Side of This Life (Fred Neil) – 8:18
3. Somebody to Love (Darby Slick) – 4:31
4. 3/5 of a Mile in 10 Seconds (Marty Balin) – 5:30
5. Won't You Try / Saturday Afternoon (Paul Kantner) – 5:06
6. Eskimo Blue Day (Grace Slick, Kantner) – 6:55
7. Plastic Fantastic Lover (Balin) – 4:35
8. Wooden Ships (David Crosby, Kantner, Stephen Stills) – 21:25
9. Uncle Sam Blues (Traditional, arranged by Jorma Kaukonen, Jack Casady) – 6:12
10. Volunteers (Balin, Kantner) – 3:16
11. The Ballad of You and Me and Pooneil (Kantner) – 15:29
12. Come Back Baby (Traditionnel, arrangé par Kaukonen) – 6:05
13. White Rabbit (G. Slick) – 2:27
14. The House at Pooneil Corners (Balin, Kantner) – 9:17

### Johnny Winter
L'album studio est Johnny Winter. L'album live contient :
1. Mama, Talk to Your Daughter (J. B. Lenoir) – 5:05
2. Leland Mississippi Blues (Johnny Winter) – 4:58
3. Mean Town Blues (Winter) – 10:54
4. You Done Lost Your Good Thing Now (B. B. King) – 14:45
5. I Can't Stand It (Bo Diddley) – 6:09
6. Tobacco Road (John D. Loudermilk) – 10:40
7. Tell the Truth (Lowman Pauling) – 6:51
8. Johnny B. Goode (Chuck Berry) – 5:36